# Эдман, Юхан
Юхан Виктор Эдман (швед. Johan Viktor Edman; 29 марта 1875 — 19 августа 1927) — шведский полицейский (офицер полиции Стокгольма) и спортсмен (перетягиватель каната), чемпион летних Олимпийских игр 1912 года в составе сборной Швеции.